# Etimasia
La etimasia (del griego ἑτοιμασία, que significa “preparación del trono”) es un tema iconográfico que prevé la representación de un trono vacío con los símbolos de Cristo. 
El trono es el de Jesús, que será ocupado cuando venga de nuevo a la tierra para el juicio final. Los elementos que componen este trono pueden ser un cojín sobre el que se coloca la capa del juez (referencia al juicio divino), un libro cerrado (el Libro de la Ley), la Cruz y los demás objetos de la Pasión. Es un tema típico de los mosaicos bizantinos. 

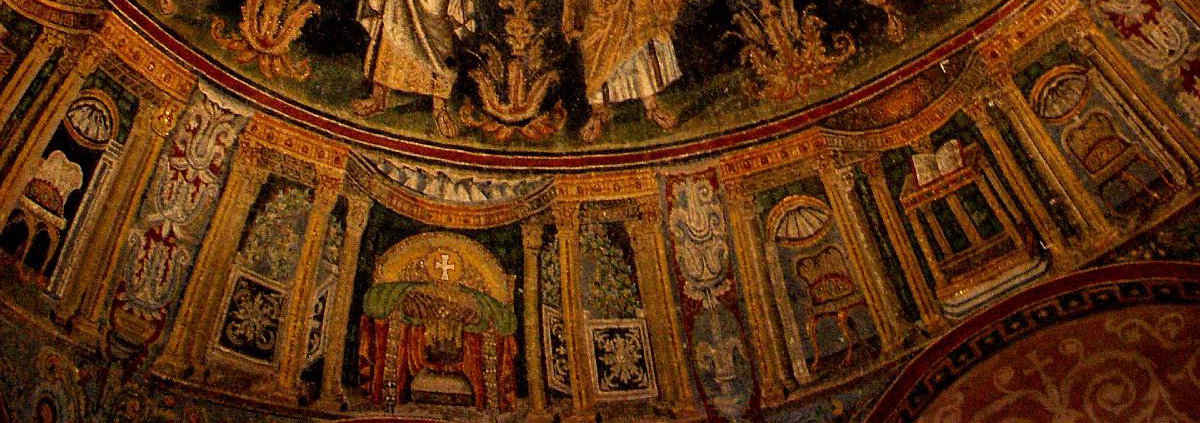
Etimasia en los mosaicos del Baptisterio Neoniano de Rávena.

En el arte paleocristiano y el arte medieval temprano se encuentra tanto en las iglesias orientales como occidentales, y representa a Cristo o, a veces, a Dios Padre como parte de la Santísima Trinidad. En el período bizantino medio, alrededor del año 1000, llegó a representar más específicamente el trono preparado para la Segunda Venida de Cristo, un significado que se ha conservado en el arte ortodoxo hasta el presente.

## En tiempos precristianos

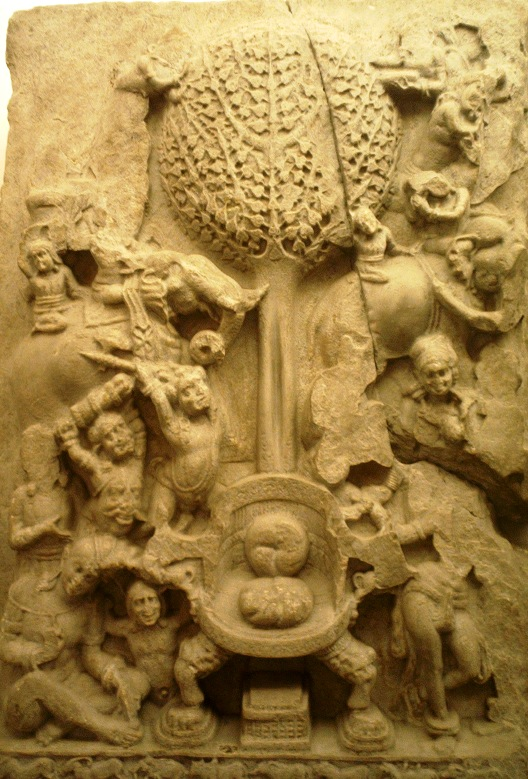
Trono vacío budista del siglo II, atacado por el demonio Mara

La etimasia también, hetoimasia, trono preparado, preparación del trono, trono listo o trono de la Segunda Venida es la versión cristiana del tema simbólico del trono vacío que ya se encontraba en diversas representaciones en el arte del mundo antiguo, y cuyo significado ha cambiado a lo largo de los siglos. Por ejemplo, en la Antigua Grecia representaba a Zeus, jefe supremo de los dioses, o en el arte budista primitivo representaba a Buda. 
El motivo consiste en un trono vacío y otros objetos simbólicos, en representaciones posteriores rodeados, cuando el espacio lo permite, por ángeles que rinden homenaje. Por lo general, se coloca en el centro de los esquemas de composición, muy a menudo en un círculo, aunque normalmente, no es el elemento mayor en un esquema de decoración.